# Commelina oligotricha
Commelina oligotricha là một loài thực vật có hoa trong họ Commelinaceae. Loài này được Miq. mô tả khoa học đầu tiên năm 1859.